# 400 удараца
400 удараца (фр. Les Quatre Cents Coups) је драмски филм из 1959. године француског новог таласа и редитељски деби Франсоа Трифоа. У филму глуме Жан-Пјер Лео, Албер Реми и Клер Морије. Један од главних филмова француског новог таласа, приказује многе карактеристичне црте покрета. По сценарију Трифоа и Марсела Мусија, филм говори о Антоану Дојнелу, несхваћеном адолесценту у Паризу који се бори са родитељима и наставницима због свог бунтовничког понашања. Снимљен на локацијама у Паризу и Онфлеру, то је први у низу од пет филмова у којима Лео игра полуаутобиографски лик.

## Радња
Док га код куће не схватају родитељи, а у школи малтретира безосећајни наставник, Антоан често бежи са оба места. Дечак коначно напушта школу пошто га наставник оптужи за крађу идеје. Он краде писаћу машину од оца како би дошао до новца који му је потребан да оде од куће. Отац бесно пријављује Антоана полицији, која га стрпа у затвор са окорелим криминалцима.
Психијатар у поправном дому разговара са Антоаном о узроцима његовог незадовољства, које нам он открива кроз монологе у фрагментима.

## Улоге
| Глумац       | Улога          |
| ------------ | -------------- |
| Жан-Пјер Лео | Антоан Доанел  |
| Албер Реми   | Жилијен Доанел |
| Клер Морије  | Гилберт Даонел |
| Ги Декомбл   | наставник      |
| Патрик Офе   | Рене Биже      |
| Жорж Фламан  | господин Биже  |

## Теме
Полуаутобиографски филм одражава догађаје из Трифоовог живота. У стилу се позива на друга француска дела — пре свега на сцену позајмљену на велико из Zéro de conduite Жана Вига. Трифо је посветио филм човеку који је постао његов духовни отац, Андреу Базину, који је умро баш када је филм требало да буде снимљен.
Осим што је студија карактера, филм је разоткривање неправде поступања према малолетним преступницима у Француској у то време.
Према Анет Инсдорф која пише за Критерион збирку, филм је „укорењен у Трифоовом детињству.“ Под тим се мисли како су и Антоан и Трифо „пронашли заменски дом у биоскопу“ и обојица нису познавали своје биолошке очеве.